# Elecciones estatales extraordinarias de Puebla de 2019
Las elecciones estatales extraordinarias de Puebla de 2019 se llevaron a cabo el domingo 2 de junio de 2019. En ellas se eligieron los siguientes cargos de elección popular:
- Gobernador del Estado de Puebla. Electo para un periodo de cinco años cuatro meses no reelegibles en ningún caso. Dada la falta absoluta de la titular del Ejecutivo, debido al fallecimiento de la gobernadora Martha Érika Alonso.[4] El candidato electo fue Miguel Barbosa Huerta.
- 5 ayuntamientos. Debido a que el Tribunal Electoral del Poder Judicial de la Federación determinó anular los resultados de las elecciones municipales en los municipios de Ocoyucan, Mazapiltepec de Juárez, Tepeojuma, Ahuazotepec y Cañada Morelos.[5]

Con el 99.9 de los votos computados por el Programa de Resultados Electorales Preliminares (PREP), el ganador de la contienda a gobernador sería Luis Miguel Barbosa Huerta, candidato de la coalición «Juntos Haremos Historia», integrada por los partidos Movimiento de Regeneración Nacional (Morena), Partido del Trabajo (PT) y Partido Verde Ecologista de México (PVEM). De acuerdo a estos datos, Barbosa Huerta habría obtenido el 44.6% de los votos; el abstencionismo habría sido de casi el 70%.

## Antecedentes
El 1 de julio de 2018 se llevaron a cabo elecciones estatales en Puebla para renovar la gubernatura, los integrantes del congreso del estado y los 217 ayuntamientos del estado, de los cuales 5 terminaron vacantes, tras la anulación de los comicios en Ahuazotepec, Cañada Morelos, Mazapiltepec de Juárez, Ocoyucan y Tepeojuma por parte del Tribunal Electoral del Poder Judicial de la Federación, quedando instalados en su lugar consejos municipales.
El 24 de diciembre de 2018 falleció la gobernadora Martha Érika Alonso en un accidente aéreo, dejando vacante la titularidad del ejecutivo estatal. El 21 de enero el Congreso del Estado de Puebla nombró a Guillermo Pacheco Pulido como gobernador interino, encargado de convocar a elecciones extraordinarias.
El periodo de precampañas será del 24 de febrero al 5 de marzo y el periodo de campaña del 31 de marzo al 29 de mayo. Las elecciones se celebrarán el 2 de junio de 2019 y el candidato ganador asumirá la gubernatura el 1 de agosto de 2019, manteniéndose en el cargo 5 años y 4 meses.
En las elecciones estatales tienen derecho a participar los siete partidos políticos nacionales con registro: Partido Acción Nacional (PAN), Partido Revolucionario Institucional (PRI), Partido de la Revolución Democrática (PRD), Partido del Trabajo (PT), Partido Verde Ecologista de México (PVEM), Movimiento Ciudadano (MC) y Movimiento Regeneración Nacional (MORENA). Igualmente pueden participar los tres partidos locales con registro: Compromiso por Puebla (CPP), Pacto Social de Integración (PSI) y Nueva Alianza (NA), que perdió su registro nacional en las elecciones de 2018, pero logró conservarlo a nivel estatal. El Partido Encuentro Social (PES) también perdió su registro nacional pero no logró cumplir los requisitos para obtener el registro como partido político estatal en Puebla.

## Elecciones internas
Los aspirantes a una candidatura de un partido para la gubernatura del estado podrán registrarse hasta el 24 de febrero. A partir de esa fecha y hasta el 5 de marzo ocurrirán las elecciones internas para que cada partido determine a su candidato.
En Morena se registraron siete personas como aspirantes a la candidatura para la gubernatura, de las cuales solo tres cumplieron los requisitos de su Comisión Nacional de Elecciones: Miguel Barbosa Huerta, quien ya había representado al partido en la anterior elección de gobernador; Alejandro Armenta Mier, senador de la república y expresidente municipal de Acatzingo de Hidalgo; y Nancy de la Sierra Arámburo, senadora de la república. El 24 de febrero, Morena estableció la coalición «Juntos Haremos Historia» con el Partido del Trabajo (PT) y el Partido Verde Ecologista de México (PVEM) para competir en las elecciones extraordinarias. El 18 de marzo el partido nombró a Miguel Barbosa como su candidato a la gubernatura.
En el PAN se registraron cinco aspirantes a la candidatura para la gubernatura: Francisco Fraile García, excandidato al mismo puesto en 2004; Luis Eduardo Paredes Moctezuma, presidente municipal de Puebla de Zaragoza de 2002 a 2005; Blanca Jiménez, exdiputada federal; Inés Saturnino López, expresidente municipal de Tecamachalco; y Guillermo Velázquez, presidente municipal de Atlixto. El 6 de marzo Movimiento Ciudadano nombró a Enrique Cárdenas Sánchez como su candidato. Horas después la Comisión Permanente del PAN decidió apoyar la candidatura de Cárdenas, descartando a los aspirantes que habían anunciado su intención de ser electos. Posteriormente la Comisión Permanente del PRD también se unió a la postulación de Cárdenas como gobernador. Anteriormente, en el PRD se habían registrado cuatro aspirantes a la candidatura a gobernador: Carlos Martínez Amador, Arturo Loyola González, Ana María Pineda Mejía y José Silvano Macuil Cielo.
El 5 de marzo el Partido Revolucionario Institucional designó a Alberto Jiménez Merino como su candidato a la gubernatura.
Los partidos locales Compromiso por Puebla, Pacto Social de Integración y Nueva Alianza Puebla desistieron de la posibilidad de presentar candidato a la gubernatura del estado.

## Encuestas

### Por partido político
| Encuestadora      | Fecha         |       |       |      |      |      |      |       |      |      |      | Otro/Ninguno | NS/NC |
| ----------------- | ------------- | ----- | ----- | ---- | ---- | ---- | ---- | ----- | ---- | ---- | ---- | ------------ | ----- |
| El Universal      | 6 de febrero  | 14.5% | 8.4%  | 2.9% | 2.2% | 1.8% |      | 44.0% |      |      | 2.1% |              | 24.1% |
| Consulta Mitofsky | 19 de febrero | 13.6% | 11.6% | 1.5% | 0.7% | 0.1% | 0.6% | 40.1% |      | 0.2% | 0.6% |              | 31.0% |
| BEAP              | 20 de febrero | 15.9% | 6.9%  | 1.3% | 0.4% | 0.4% | 0.1% | 47.2% | 0.2% | 0%   | 0.2% | 4.5%         | 22.8% |
| El Financiero     | 4 de marzo    | 11%   | 5%    | 2%   |      |      |      | 40%   |      |      |      | 4%           | 38%   |
| BEAP              | 4 de abril    | 13.8% | 7.4%  | 1.2% | 0.6% | 0.6% | 0.3% | 42.7% |      | 0.2% | 0.1% | 15.3%        | 17.8% |
| BEAP              | 3 de mayo     | 20.8% | 6.3%  | 1.6% | 0.2% | 0.3% | 0.3% | 43.2% |      |      |      | 16.2%        | 11.1% |

### Por candidato
| Encuestadora   | Fecha       | Cárdenas | Jiménez | Barbosa | Otro/Ninguno | NS/NC |
| -------------- | ----------- | -------- | ------- | ------- | ------------ | ----- |
| Encuestadora   | Fecha       |          |         |         | Otro/Ninguno | NS/NC |
| Massive Caller | 31 de marzo | 19.6%    | 10.5%   | 39.9%   |              | 31%   |
| BEAP           | 4 de abril  | 17.6%    | 8.8%    | 51.9%   | 7.6%         | 14.1% |
| Massive Caller | 7 de abril  | 22.8%    | 10.4%   | 35.0%   |              | 31.9% |
| Opina          | 7 de abril  | 18%      | 9%      | 48%     | 3%           | 22%   |
| Massive Caller | 14 de abril | 21.0%    | 11.6%   | 36.7%   |              | 30.7% |
| Más data       | 16 de abril | 11.4%    | 6.7%    | 35.2%   | 13.0%        | 33.8% |
| Massive Caller | 21 de abril | 22.5%    | 11.5%   | 38.3%   |              | 27.7% |
| Massive Caller | 28 de abril | 21.7%    | 10.9%   | 39.5%   |              | 27.9% |
| BEAP           | 3 de mayo   | 22.7%    | 8.5%    | 44.5%   | 16.2%        | 11.1% |
| Massive Caller | 5 de mayo   | 21.9%    | 10.9%   | 42.5%   |              | 24.7% |
| El Universal   | 7 de mayo   | 24.2%    | 13.1%   | 47.2%   |              | 15.5% |
| Massive Caller | 12 de mayo  | 24.6%    | 11.9%   | 40.6%   |              | 22.9% |
| Más Data       | 17 de mayo  | 12.3%    | 7.1%    | 38.1%   | 11.9%        | 30.6% |
| Massive Caller | 19 de mayo  | 24.1%    | 11.0%   | 38.8%   |              | 26.2% |
| Massive Caller | 26 de mayo  | 26.8%    | 12.9%   | 38.1%   |              | 22.3% |